# 50号美国国道
50号美国国道（英語：U.S. Route 50）是美国国道中一条东西向的主要道路。它横跨3000英里（4800公里），从紧邻大西洋的马里兰州的大洋城，到加利福尼亚州的西萨克拉门托。到了1972年，西萨克蒙托境内的美国州际公路使它的端点又扩展到了邻近太平洋的旧金山（途经斯托克顿，阿尔塔蒙特山口，奥克兰海湾大桥）。随后，州际公路建立了起来，大部分与这条路是分开的。它逐渐成为了连接南部的70和80号州际公路，以及北部的64和40号州际公路的走廊。这条路在美国西部经过的地方大多数为乡下的沙漠和山脉，其中内华达州境内的部分被称作“美国最孤独的公路”而广为人知。在中西部地区，50号国道经过的地方大多是乡村和农场，但也有少数几个大城市，比如密苏里州的堪萨斯城，密苏里州的圣路易斯，以及俄亥俄州的辛辛那提。这条路向美国东部继续延伸，经过了西弗吉尼亚州的阿巴拉契亚山脉，然后到达华盛顿哥伦比亚特区。50号国道从那里继续延伸，作为一条高速公路穿过马里兰州，直到大洋城。根据在路的两端的标记可以得出它全长3073英里（4946公里），但实际上要稍短一些，原因是先前的测量完成后，路线进行了重新规划。50号国道总共穿过了12个州，分别是加利福尼亚州、内华达州、犹他州、科羅拉多州、堪薩斯州、密蘇里州、伊利诺伊州、印第安纳州、俄亥俄州、西弗吉尼亚州、弗吉尼亚州、华盛顿哥伦比亚特区，以及马里兰州。
50号国道始建于1926年，作为最初美国国道的一部分。在1925年，最初计划这条路西起内华达州的沃兹沃思，东至马里兰州的安纳波利斯，途经几条公路，包括林肯公路，中部地区的道路，和国家旧路。1926年最终决定50号国道西起加利福尼亚州的沙加緬度，东至安纳波利斯，途经犹他州西部的峡谷。为此，在20世纪50年代，建立了桥梁向北经过盐湖城，但没有和6号国道相交。在20世纪30年代，50号国道向西延伸至旧金山的萨克拉蒙托，代替了48号美国国道。1964年580号州际公路代替了这两个城市之间的大部分路段，但是这一段得以保留。另外，1949年50号国道从安纳波利斯向东延伸至大洋城之前，代替了213号美国国道的一部分。50号国道还曾有两个分支路段，分别为50N号国道和50S号国道，其中一條位於堪萨斯州，另一條位於俄亥俄州和西弗吉尼亚州，惟这两条分支国道都已经被除名。